# Jatibatur
Jatibatur is een bestuurslaag in het regentschap Sragen van de provincie Midden-Java, Indonesië. Jatibatur telt 2120 inwoners (volkstelling 2010).